# Кубок мира по конькобежному спорту 2014/2015 (этап 1)

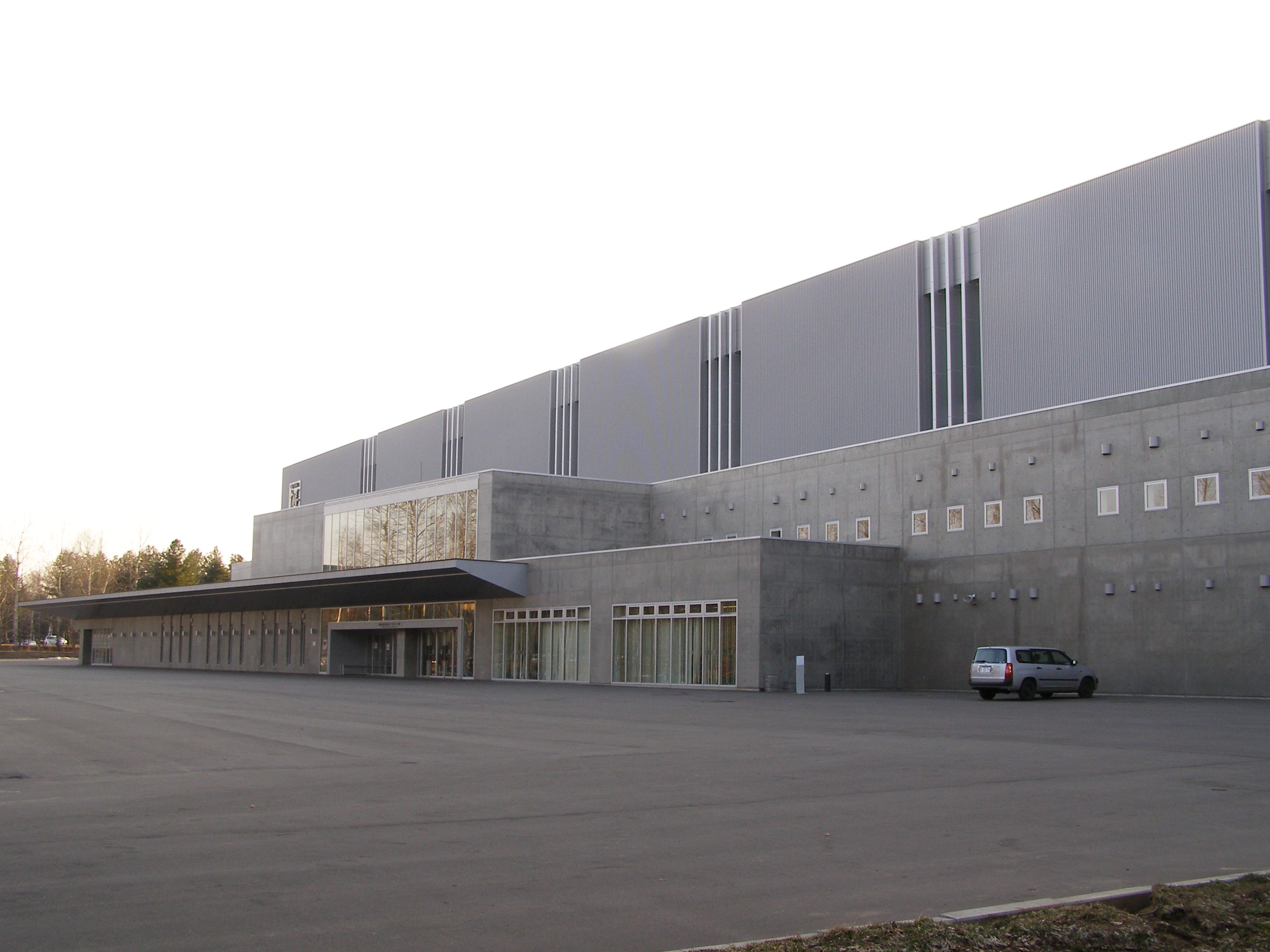
Meiji Hokkaido-Tokachi Oval

Первый этап Кубка мира по конькобежному спорту в сезоне 2014/2015 прошёл с 14 по 16 ноября 2014 года на катке Meiji Hokkaido-Tokachi Oval, Обихиро, Япония. Забеги проводились на дистанциях 500, 1000, 1500 метров, командной гонке, масс-старте, а также на 3000 метров у женщин и 5000 метров у мужчин. Самым старым участником Кубков мира стал швейцарец Martin Hänggi — в 46 лет он принял участие в забегах на 5000 м в дивизионе Б. В первый день были побиты рекорды катка на длинных дистанциях и установлены 6 личных рекордов. Во второй день были побиты рекорды катка на 1000 м у мужчин и в женской командной гонке. В третий день были побиты рекорды катка на дистанциях 1500 и 500 метров и установлены 5 личных рекордов.

## Призёры

### Мужчины
| Дистанция       | Участники                                     | Золото                                                       | Время   | Серебро                                                                        | Время   | Бронза                                                                           | Время   |
| 500 м           | 1-й забег А — 20 участников Б — 22 участника  | Ян Смекенс · Нидерланды                                      | 35,06   | Павел Кулижников · Россия                                                      | 35,16   | Руслан Мурашов · Россия                                                          | 35,24   |
| 500 м           | 2-й забег А — 20 участников Б — 19 участников | Павел Кулижников · Россия                                    | 34,96   | Ян Смекенс · Нидерланды                                                        | 35,09   | Рёхэй Хага · Япония                                                              | 35,17   |
| 1000 м          | А — 20 участников Б — 26 участников           | Павел Кулижников · Россия                                    | 1:09,23 | Кьелд Нёйс · Нидерланды                                                        | 1:09,27 | Самуэль Шварц · Германия                                                         | 1:09,77 |
| 1500 м          | А — 20 участников Б — 24 участника            | Кьелд Нёйс · Нидерланды                                      | 1:45,97 | Ваутер Олде Хёвел · Нидерланды                                                 | 1:46,52 | Кун Вервей · Нидерланды                                                          | 1:46,90 |
| 5000 м          | А — 16 участников Б — 19 участников           | Свен Крамер · Нидерланды                                     | 6:20,90 | Александр Румянцев · Россия                                                    | 6:23,56 | Ваутер Олде Хёвел · Нидерланды                                                   | 6:24,03 |
| Командная гонка | 10 команд                                     | Нидерланды · Свен Крамер · Ваутер Олде Хёвел · Дауве де Врис | 3:43,68 | Республика Корея · Ли Сын Хун · Ким Чхоль Мин · Byung Wook Ko · Myung Seok Kim | 3:47,15 | Россия · Александр Румянцев · Данила Семериков · Даниил Синицын · Сергей Грязцов | 3:48,22 |
| Масс-старт      | А — 22 участника                              | Ли Сын Хун · Республика Корея                                | 8:16,19 | Ким Чхоль Мин · Республика Корея                                               | 8:17,23 | Барт Свингс · Бельгия                                                            | 8:17,28 |

### Женщины
| Дистанция       | Участники                                 | Золото                                                                | Время   | Серебро                                                           | Время   | Бронза                                                          | Время   |
| 500 м           | 1-й забег А — 20 участниц Б — 14 участниц | Ли Сан Хва · Республика Корея                                         | 38,07   | Нао Кодайра · Япония                                              | 38,18   | Ольга Фаткулина · Россия                                        | 38,50   |
| 500 м           | 2-й забег А — 20 участниц Б — 12 участниц | Ли Сан Хва · Республика Корея                                         | 37,92   | Нао Кодайра · Япония                                              | 38,06   | Ванесса Биттнер · Австрия                                       | 38,33   |
| 1000 м          | А — 20 участниц Б — 17 участниц           | Маррит Ленстра · Нидерланды                                           | 1:16,23 | Ирен Вюст · Нидерланды                                            | 1:16,34 | Ли Циши · Китай                                                 | 1:16,54 |
| 1500 м          | А — 20 участниц Б — 16 участниц           | Ирен Вюст · Нидерланды                                                | 1:56,93 | Маррит Ленстра · Нидерланды                                       | 1:57,76 | Юлия Скокова · Россия                                           | 1:58,10 |
| 3000 м          | А — 16 участниц Б — 20 участниц           | Ирен Вюст · Нидерланды                                                | 4:04,91 | Мартина Сабликова · Чехия                                         | 4:06,11 | Йорин Ворхёйс · Нидерланды                                      | 4:07,04 |
| Командная гонка | 9 команд                                  | Нидерланды · Ирен Вюст · Маррит Ленстра · Мари Йолинг · Йорин Ворхёйс | 3:02,54 | Япония · Нана Такаги · Маки Табата · Аяка Кикути · Мисаки Ошигири | 3:04,78 | Германия · Клаудия Пехштайн · Бенте Краус · Габриэле Хиршбихлер | 3:06,51 |
| Масс-старт      | А — 19 участниц                           | Ивани Блондин · Канада                                                | 8:33,24 | Нана Такаги · Япония                                              | 8:33,44 | Ирене Схаутен · Нидерланды                                      | 8:33,54 |